# Къщата на езерото
„Къщата на езерото“ е романтичен филм драма от 2006 година, римейк на корейския Siworae.
Режисьор на филма е Алехандро Агрести, а сценарист Дейвид Оубърн. Във филма участват Киану Рийвс в ролята на архитекта Алекс Уилър и Сандра Бълок в ролята на доктор Кейт Фостър. В този филм Рийвс и Бълок за първи път са заедно, след съвместното им участие във филма „Скорост“ през 1994.

## Актьорски състав
- Сандра Бълок – Кейт Фостър
- Киану Рийвс – Алекс Уилър
- Кристофър Плъмър – Саймън Джей Уайлър
- Дилън Уолш – Морган Прайс
- Шорех Агдашлу – д-р Ана Клъзински